# Mount Hartkopf
Mount Hartkopf är ett berg i Antarktis. Det ligger i Västantarktis. Inget land gör anspråk på området. Toppen på Mount Hartkopf är 1 110 meter över havet, eller 327 meter över den omgivande terrängen. Bredden vid basen är 4,2 km.
Terrängen runt Mount Hartkopf är platt söderut, men norrut är den kuperad. Trakten är obefolkad. Det finns inga samhällen i närheten.